# Cryphia albistigma
Cryphia albistigma là một loài bướm đêm trong họ Noctuidae.